# Gerassim Matwejewitsch Eliaschberg
Gerassim Matwejewitsch Eliaschberg (russisch Герасим Матвеевич Элиашберг; * 26. Juli 1930 in Leningrad; † 8. Januar 2021) war ein russischer Theoretischer Physiker.

## Leben
Eliaschbergs Vater Matwei Gerassimowitsch Eliaschberg war als Chemiker in der Papierindustrie tätig. Eliaschberg studierte an der physikalischen Fakultät der Universität Leningrad mit Abschluss 1952. Darauf arbeitete er in der Leningrader Fabrik Roter Chemiker.
1959 wurde Eliaschberg wissenschaftlicher Mitarbeiter im Physikalisch-Technischen Institut (FTI) der Akademie der Wissenschaften der UdSSR (AN-SSSR, seit 1991 Russische Akademie der Wissenschaften (RAN)). 1964 wechselte er in die 1956 gegründete Filiale des Moskauer Instituts für Chemische Physik der AN-SSSR in Tschernogolowka bei Moskau, die dann das Institut für Probleme der chemischen Physik der AN-SSSR wurde.
1965 wurde Eliaschberg leitender wissenschaftlicher Mitarbeiter des 1964 gegründeten Landau-Instituts für Theoretische Physik (ITF) der AN-SSSR in Tschernogolowka. Er wurde bekannt durch seine Arbeiten im Bereich der Statistischen Physik, der Festkörperphysik und der Supraleitung. Er entwickelte eine Theorie der Elektron-Phonon-Wechselwirkung in Supraleitern bei endlichen Temperaturen. Die Gleichungen für Supraleiter mit starker Elektronenbindung wurden nach ihm benannt. 1970 prognostizierte er die Möglichkeit, durch ein Hochfrequenzfeld die kritische Temperatur der Supraleitung zu erhöhen. Zusammen mit Lew Petrowitsch Gorkow entwickelte er eine Theorie der Kinetik der Supraleiter in äußeren variablen Feldern entsprechend einer verallgemeinerten instationären Ginsburg-Landau-Gleichung.
Eliaschberg wurde 1972 zum Doktor der physikalisch-mathematischen Wissenschaften promoviert. Er wurde 1990 zum Korrespondierenden Mitglied der AN-SSSR und 2000 zum Vollmitglied der RAN gewählt. Er ist Autor bzw. Mitautor einer Vielzahl von Veröffentlichungen. Sein Hirsch-Index ist 31.
Eliaschberg war in erster Ehe verheiratet mit Jelena Issaakowna Eisenhardt (1930–1958), Tochter des Historikers Issaak Moissejewitsch Trozki (1903–1937) und Adoptivtochter und Nichte des Philologen Iossif Moissejewitsch Tronski (1897–1970). In zweiter Ehe war Eliaschberg verheiratet mit Lidija Iwanowna Petrowna, Gesangslehrerin an der Tschernogolowkaer Kinderkunstschule.
Eliaschbergs jüngerer Bruder ist der Mathematiker Jakow Matwejewitsch Eliaschberg.

## Ehrungen, Preise
- Jubiläumsmedaille „Zum Gedenken an den 100. Geburtstag von Wladimir Iljitsch Lenin“ (1970)[3]
- John Bardeen Prize der International Conference on the Materials and Mechanisms of Superconductivity (M2S) (1994 zusammen mit Anthony James Leggett)[11]
- Orden der Ehre (2006)[12]